# بيغدار تشاه حوض (باقران)
بيغدار تشاه حوض (بالفارسية: پیگدارچاه حوض) هي مستوطنة تقع في إيران في قسم باقران الريفي. يقدر عدد سكانها بـ 13 نسمة .